# Genealogy
«Genealogy» — вірменський супергурт, який був сформований з метою представлення Вірменії на Євробаченні 2015. Усі шість учасників прибули з різних континентів, але всі мають вірменське походження: їхні сім'ї розбрелися по світу після геноциду вірмен 1915 року.
П'ять артистів будуть символізувати п'ять пелюсток квітки незабудки. В її центрі гурт буде об'єднаний з шостим учасником, який буде з Вірменії. На конкурсі гурт виконає пісню «Face The Shadow».
Перший учасник, Ессаї Алтунян вірменин з Франції, був оголошений 16 лютого 2015. Другий учасник, Тамар Капрелян, америко-вірменська співачка, був оголошена 20 лютого 2015. Третій учасник, Ваге Тілбіян вірменсько-ефіопський співак, був оголошений 23 лютого 2015. Четвертим учасником стала Стефані Топалян, народжена в США вірменсько-америко-японська співачка, яка проживає в Японії. Її батько — вірменин, а мати — японка. Про її участь було оголошено 27 лютого 2015. П'ятий учасник — Мері-Джин О'Доерті Басмаджян, австралійська оперна співачка вірменського походження. Про її участь було оголошено 3 березня 2015. Шостий учасник — Інга Аршакян, яка зі своєю сестрою Ануш представляла Вірменію на Євробаченні 2009 у Москві.